# آخر شب (ان‌بی‌سی)
آخر شب برنامه‌ایی آمریکایی در دسته‌ٔ برنامه‌های آخرشب است. این برنامه از ۱۹۸۲ در شبکه‌ٔ «ان‌بی‌سی» پخش شده و تحتِ میزبانیِ افرادی مختلفی بوده‌است:«دیوید لترمن» (۱۹۸۲-۹۳)، «کونن اوبراین» (۱۹۹۳-۲۰۰۹)، «جیمی فالون»(۲۰۰۹-۲۰۱۴) و «ست مایرز» (از ۲۰۱۴-تاکنون). طولانی‌ترین میزبانی این برنامه بر عهده‌ٔ کونن اوبراین به مدت ۱۶ سال بوده‌است.

## تاریخچه‌ٔ میزبانی
| میزبانی      | از              | از | تا            | تا | نکته                   | # of قسمت‌ها |
| میزبانی      | تاریخ           | سن | تاریخ         | سن | نکته                   | # of قسمت‌ها |
| ------------ | --------------- | -- | ------------- | -- | ---------------------- | ----------- |
| دیوید لترمن  | ۱ فوریه ۱۹۸۲    | ۳۴ | ۲۵ ژوئن ۱۹۹۳  | ۴۶ | آخر شب با دیوید لترمن  | ۱،۸۱۹       |
| کونن اوبراین | ۱۳ سپتامبر ۱۹۹۳ | ۳۰ | ۲۰ فوریه ۲۰۰۹ | ۴۵ | آخر شب با کونن اوبراین | ۲،۷۲۵       |
| جیمی فالون   | ۲ مارس ۲۰۰۹     | ۳۴ | ۷ فوریه ۲۰۱۴  | ۳۹ | آخر شب با جیمی فالون   | ۹۶۹         |
| ست مایرز     | ۲۴ فوریه ۲۰۱۴   | ۴۰ | تاکنون        | ۵۱ | آخر شب با ست مایرز     | 1,032       |

با حضور ست مایرز، جیمی فالون به برنامه‌ٔ امشب رفت. اینکار باعث شد تا میزبان برنامه‌ٔ «آخر شب» با ۴۰ سال سن از میزبانِ برنامه‌ٔ «امشب» بزرگتر باشد که به خاطر اینکه برنامه‌ٔ «امشب» برنامه‌ٔ اصلی است در نوع خود جالب توجه است.

## تاریخچه

### دیوید لترمن
برنامه جایگزینِ برنامه‌ٔ فردا به میزبانیِ «تام اسنایدر» شد که از دوشنبه تا پنج‌شنبه اجرا می‌شده. «برنامه‌ٔ آخرشب» از استودیویِ 6A «ساختمان GE» در «۳۰راکفلر پلازا»، نیویورک، اجرا می‌شد. در هر هفته ۴ قسمت از برنامه از دوشنبه تا پنج‌شنبه اجرا می‌شد. برنامه بین ۱۹۸۲ تا ۱۹۸۷ نمایش داده می‌شد. ابتدا برنامه از ساعت ۱۲:۳۰ آغار شد و پس از اینکه «امشب با جانی کارسون» به ساعت ۱۱:۳۰ به ۱۱:۳۵ عقب رفت برنامه «لترمن» نیز از ۱۲:۳۰ به ۱۲:۳۵ عقب رفت تا مسئولان شبکه بتوانند دقایق بیشتری پیام بازرگانی پخش نمایند. در میانه‌ٔ ۱۹۹۳ «شبکه ایی!» حقوق برنامه را خریداری کرد تا مجوعه‌ٔ برنامه را به صورت گلچین پخش نماید.
مجموع برنامه ۱،۸۱۹ برنامه بود که در طول ۱۱ و نیم سال پخش شد. لترمن که برای میزبانیِ «برنامه‌ٔ امشب» امید بسته بود، پس از بازنشستگیِ جانی کارسون، دستش از آن کوتاه ماند. پس از انتخاب «جی لنو» به میزبانی برنامه‌ٔ امشب، لترمن به شبکه‌ٔ «سی‌بی‌اس» پیوست. جانی کارسون همواره از لترمن به عنوان جانشین خودش یاد می‌کرد.
در ۲۵ آوریل ۱۹۹۳، «لورن مایکلز» «کونن اوبراین» را که پیش از این یکی از نویسندگان «سمپسون‌ها» بود را به عنوان میزبانِ جدیدِ برنامه‌ٔ «آخرشب» انتخاب کرد. کونن همچنین یکی از نویسندگان ساتردی نایت لایو بود. نام وی به جای لترمن در برنامه قرار گرفت.

### کونن اوبراین
پس از بازنشستگی کارسون، مسئولانِ ان‌بی‌سی جی لنو را برای جانشینیِ وی برگزیدند. آن‌ها دلیل این کار را آمار خوبِ لترمن در برنامه‌ٔ اخر شب دانستند و علاقه داشتند که لترمن به کارش در «آخرشب» ادامه دهد. لترمن از این کار خشمگین شد چراکه خواست کارسون نیز نادیده گرفته شده بود. وی برنامه و شبکه را ترک کرد و به «سی‌بی‌اس» رفت. از آنجا که حقوقِ نامِ «آخرشب» متعلق به «ان‌بی‌سی» بود، «لترمن» نامِ «برنامه‌ٔ آخر با دیوید لترمن» را انتخاب کرد. با توجه به شرایط یافتن جانشین «لترمن» دشوار بود. چراکه جانشین باید برنامه را از صفر می‌ساخت. از دانا کاروی و گری شاندلینگ یاد می‌شد که هردو حاضر به قبول نشدند. کارگردان برنامه‌ٔ «شنبه شب‌ها زنده»، لورن مایکلز از جان استوارت، درو کاری، پال پروزنا آزمون گرفت. سپس برنامه را به کونن اوبراین که فردی ناشناس برای همه بود پیشنهاد کرد. وی در آن زمان بر روی برنامه سیمپسون‌ها به عنوان نویسنده کار می‌کرد و تنها حضوری ۴۰ ثانیه‌یی در یکی از برنامه‌های جی لنو را داشت. اجرای آزمایشی برنامه به وی سپرده شده و از ۱۳ آوریل ۱۹۹۳ کارش را آغاز کرد. اولین میهمانان برنامه جیسون الکساندر و میمی راجرز بودند. برنامه در ۲۶ آوریل رسماً آغاز شد. اوبراین پس ۱۶ سال و در هنگام ترک برنامه گفته بود که «کارش را به لورن مایکلز مدیون است».. پس از آغاز برنامه «اندی ریشتر» به عنوان کمک-میزبان به وی پیوست. میهمانان اولین برنامه «جان گودمن»، «درو بریمور» و «تونی رندال» بودند. در اولین برنامه تماشاگران بیشتر از میان خانواده گروه سازند بود تا فضای مثبتی را پس از ترک لترمن فراهم کند
عدم مشهور بودن کونن، باعث شده بود که ان‌بی‌سی تنها از قراردادها کوتاه مدت استفاده کند تا خطر اخراج همواره بر سر میزبان تازه باشد، اگرچه ان‌بی‌سی نیز به خوبی می‌دانست که هیچ جایگزینی برای وی ندارند. برنامه با کسب تجربه‌ٔ کونن روبه بهبود بود که باعث شد تا اوبراین قراردادها بلندمدت را نیز تجربه کند. در سال ۲۰۰۳ و پس از پایان قراردادش، به وی از سوی سایر شبکه‌ها پیشنهاد شد ولی وی دوباره قراردادش با ان‌بی‌سی را تا ۲۰۰۵ تمدید کرد (وی به شوخی خواهان قراردادها ۱۳ هفته‌یی شد که در اغاز با وی می‌بستند).
وی در ۲۰۰۳ شرکتی به نام کوناکو را تأسیس کرد که در تهیه برنامه شریک شد. در قرارداد تمدید وی در سال ۲۰۰۴، وی به عنوان جانشین «جی لنو» در «برنامه امشب» معرفی شد تا از سال ۲۰۰۹ به جای وی برنامه را اجرا نماید. وی آخرین برنامه‌اش را در ۲۰ فوریه ۲۰۰۹ اجرا کرد و جانشین لنو شد. کونن تنها پس از ۷ ماه اجرایِ آخر شب با کونن اوبراین از برنامه استعفا داد و ماجرایِ درگیری امشب ۲۰۱۰ را پدید آورد. اوبراین در آخرین سال اجرای برنامه به‌طور متوسط ۱.۹۸ میلیون بیننده را بدست آورد که نسبت به برنامه‌ٔ رقیبش آخر آخرین برنامه با کریگ فرگوسن بهتر بود.

### جیمی فالون
تهیه‌کننده اجرایی برنامه لورن مایکلز پس از آن «فالون» برنامه‌ٔ «شنبه شب‌ها» را ترک کرد، گفته بود که انتظار دارد وی میزبانی یک برنامه را برعهده بگیرد. چند ماه پیش از ترک برنامه توسط اوبراین جانشینی وی تایید. مایکلز گفته بود:
| « | جیمی برایِ این گونه برنامه‌ها ساخته شده بود. باحال، بامزه بود و به راحتی با مردم ارتباط برقرار می‌کرد. او چارچوب برنامه را دارد چرا که موسیقی می‌داند، بازیگر است و تلویزیون را به خوبی می‌شناسد | » |

فالون در ۲۰۰۸ به عنوان جانشین کونن معرفی شد تا از ژوئن ۲۰۰۹ میزبانی را برعهده گیرد. برای آماده شده، لورن مایکلز برنامه‌هایی را به میزبانی وی آماده می‌کرد که منجر به انتشار آن‌ها در وب شد.. جیمی فالون از گروه «روتز» به عنوان گروه موسیقی برنامه استفاده می‌کرد. اعلان‌گر برنامه نیز استیو هیگینز، یکی از تهیه‌کنندگان برنامه بود.  برنامه توسط شرکت برادوی ویدئوز متعلق به مایلکز به همکاری با ان‌بی‌سی یونیورسال تولید می‌شد.
میهمانان اولین برنامه در ۲ مارس ۲۰۰۹ رابرت دنیرو، جاستین تیمبرلیک و ون موریسون بودند. همچنین اوبراین نیز در برنامه به صورت کوتاه حاضر شد. فالون میزبانی برنامه تا ۷ فوریه ۲۰۱۴ را برعهده داشت. میهمان آخرین برنامه‌ٔ وی نیز اندی سمبرگ بود. برنامه با خروج وی از استودی 6A و ورود وی به استودیو 6B به پایان رسید، جایی که وی میزبانی برنامه‌ٔ «امشب» را برعهده گرفته بود.

### ست مایرز
در ۱۲ می ۲۰۱۳ ان‌بی‌سی از «ست مایرز» به عنوان جانشین «فالون» در ابتدایِ ۲۰۱۴ یاد کرد.
اولین برنامه به میزبانی مایرز در ۲۴ فوریه ۲۰۱۴ آغاز شد. برنامه از استودیویِ 8G در ساختمان راکفلر آغاز شد. با میزبانیِ مایرز، برای اولین بار میزبانی برنامه‌ٔ «آخرشب» از میزبانِ برنامه‌ٔ «امشب» مسن‌تر بود. مایرز از دوست قدیمی‌اش فرد آرمسن به عنوان رهبر گروه موسیقی‌اش استفاده کرد.

## شیرین‌کاری، طنز و قسمت‌های جالب
لترمن
- فهرست ۱۰تایی: موضوعاتی که توسط لترمن تهیه و در فهرستی دهگانه مرتب و به معرفی می‌شد
- نامه‌ٔ بینندگان :لترمن نامه‌یی از سوی بینندگانش را می‌خواند
- حقه‌های احمقانه آدم‌ها

اوبراین
- در سال ۲۰۰۰: با بازی اوباین و همراهی اندی برگزار شده و جوک‌های آینده‌نگرانه‌ایی را تعریف می‌کردند.